# Tvrđava u Brestu
Tvrđava u Brestu nalazi se u predgrađu grada Bresta, na ušću rijeke Muhavec u Zapadni Bug u Bjelorusiji.

## Izgradnja i izgled tvrđave
Izgradnja tvrđave počela je 1833. godine, po planu inženjera Dolovana (još iz 1799. godine), a razradili su ga inženjeri K. I. Operman, Maleckij i Feldman. Na mjestu gdje se trebala izgraditi tvrđava, nalazili su se zemljani bunkeri. Izgradnja tvrđave počela je 1. lipnja 1836. godine. Osnovni dijelovi tvrđave bili su završeni 26. travnja 1842. godine. Tvrđava se sastojala od jednog velikog središnjeg utvrđenja - citadele i tri manja utvrđenja čija je površina iznosila 4 kvadratna kilometra. Od 1864. do 1888. tvrđava je modernizirana po nacrtu Eduarda Ivanoviča Totlebena. Opasana je bedemima u krugu od 32 km, a 1876. godine u okviru tvrđave izgrađen je i hram sv. Nikole. Godine 1913. počeli su radovi na proširenju tvrđave, ali su prekinuti zbog izbijanja Prvog svjetskog rata.

## Tvrđava na početku 20. stoljeća
Na početku Prvog svjetskog rata nakon povlačenja ruske armije, tvrđava je u kolovozu 1915. godine osvojena od strane njemačke vojske. U ovoj tvrđavi je 3. ožujka 1918. godine potpisan Brest-Litovski mir između Rusije i Njemačke. Nakon toga je tvrđava bila u rukama Nijemaca sve do kraja rata, a zatim je poslije Versajskog mira pripala Poljacima. Tijekom rata između SSSR-a i Poljske, koji je trajao od 1920. – 1921. tvrđava je na kratko vrijeme bila pod upravom Rusa. Mirom u Rigi 1921. godine okončan je ovaj rat, a tvrđava je ostala u sastavu Poljske.
Dana 17. rujna 1939., SSSR je izvršio invaziju na Poljsku prema dogovoru s nacističkom Njemačkom, a samime tim i tvrđava je potpala pod sovjetsku vlast. Prilikom nacističke inavazije na SSSR (operacija Barbarossa) tvrđava se našla među prvima na udaru. Sovjeti su pružali žestok otpor Nijemcima od 23. lipnja do 23. srpnja, kada je tvrđava pala zbog iscrpljenosti sovjetskih vojnika i nestašice vode. Svi vojnici koji su branili tvrđavu poginuli su, uključujući i zapovjednike tvrđave. U bici za tvrđavu, nacisti su izgubili 5 posto snaga koje su sudjelovale u invaziji na SSSR. Dana 8. svibnja 1965. godine tvrđava je dobila status "grada – heroja".